# Rich Franklin
Rich Jay Franklin II,  född 5 oktober 1974 i Cincinnati, är en amerikansk MMA-utövare i organisationen UFC, han är före detta mästare i organisationens mellanviktsklass. Franklin har brunt bälte i Brasiliansk jiu-jitsu under Jorge Gurgel.
Franklin har tävlat i UFC sedan 2003 då han gick sin första match i organisationen mot Evan Tanner. Innan dess hade han varit mästare i lätt tungvikt i IFC. Efter att ha besegrat Evan Tanner, Edwin Dewees, Jorge Rivera och Ken Shamrock under sina första matcher i UFC fick han den 4 juni 2005 gå en titelmatch mot Evan Tanner på UFC 53. Franklin besegrade Tanner för andra gången då ringläkaren bröt matchen i den fjärde ronden och blev ny UFC-mästare i mellanvikt. Han försvarade sin titel två gånger, mot Nate Quarry på UFC 56 och David Loiseau på UFC 58, innan han förlorade bältet mot Anderson Silva på UFC 64. Sin senaste titelmatch gick han den 20 oktober 2007 på UFC 77 då han fick en chans att ta tillbaka mästartiteln från Anderson Silva men förlorade på teknisk knockout i början av andra ronden. 
Tillsammans med Matt Hughes var Franklin tränare under andra säsongen av realityserien The Ultimate Fighter 2005. Den 13 juni 2009 (UFC 99) besegrade han Wanderlei Silva i en catchweight-match (195 lbs).
Franklin var innan MMA-karriären lärare i matematik vid Oak Hills High School i Cincinnati. Han har en mastersexamen i pedagogik och en kandidatexamen i matematik från University of Cincinnati.